# Trực Mỹ
Trực Mỹ là một xã phía đông nam huyện Trực Ninh, tỉnh Nam Định, Việt Nam.

## Lịch sử
Thời kỳ Pháp thuộc, Trực Mỹ nằm trong địa danh xã Quỹ Đê. Sau cách mạng tháng 8 năm 1945 đến năm 1956 địa danh mang tên xã Quang Hưng (cùng với xã Trực Hưng và Trực Khang). 

## Vị trí địa lý
Trực Mỹ phía bắc giáp xã Trực Hưng, phía đông giáp xã Trực Nội, phía tây giáp xã Trực Khang, Trực Thuận, phía nam là đê sông Ninh Cơ. 

## Đặc điểm
Trực Mỹ là xã thuần nông nghiệp,là vùng đất trẻ do được bồi đắp phù sa từ hàng ngàn năm trước tạo thành, đất đai màu mỡ do hàng năm nhận được sản lượng lớn phù sa từ thượng lưu sông hồng đổ vào sông Ninh cơ chảy qua hệ thống thủy lợi nội đồng vào các cánh đồng lúa, do thuộc vùng gần cửa biển(cách cửa Lạch Giang 25 km,) hệ thống thủy nông đóng vai trò quan trọng trong việc rửa chua và chống mặn vào đồng ruộng.
Trực mỹ bao gồm các thôn:Quỹ Trung, Nam Mỹ, Nam Ngoại Bắc, Quỹ Ngoại, Nam Ngoại Nam, Cống Vòng, Trung Lý chia thành 14 đội sản xuất nông nghiệp.
Trực mỹ có chợ Quỹ họp thường niên vào các ngày âm lịch có đuôi là 4 và 9 (04, 09, 14, 19...vv) hàng tháng, ngoài ra có chợ đầu năm theo quan niêm năm mới đi chợ cầu may mắn vào ngày 02 tết âm lịch tại Đình Nam Ngoại, chợ này có đặc điểm là chỉ bán gạo và muối.
Trực Mỹ có đến trên 30% dân số theo đạo thiên chúa do được truyền bá từ cuối thế kỷ 19 đầu thế kỷ 20, thời kỳ thực dân Pháp đô hộ phát triển Đạo Thiên Chúa rất mạnh ở đây, với 1 xã nhỏ ven đe sông mà có tới 2 Xứ đạo lớn với 5 họ đạo gồm các nhà thờ: Quỹ Đê ( Giáo xứ Quỹ Đê), Quỹ Ngoại, Nam Ngoại, Nam Cường (Giáo xứ Quỹ Ngoại).... Nông nghiệp là nguồn thu chính, các hộ gần đê sông Ninh Cơ phát triển kinh tế VAC rất trù phú do có quỹ đất lớn từ các Đầm, Hồ ven đê. Nghề sản xuất gạch cũng rất phát triển nơi đây,dọc theo đê Sông Ninh Cơ từ Hạ lưu cho đến Lạc Quần trong đó bao gồm cả địa phận Trực Mỹ, các nhà máy sản xuất và đốt gạch theo công nghệ lò đứng mọc như nấm cao vút do được hưởng nguồn đất thịt nguyên thổ khai thác ven sông, thuận tiện vận chuyển, bãi sông cách biệt khu dân cư đông đúc,chỉ tính riêng vùng này cho sản lượng hàng trăm vạn gạch mỗi tháng cung cấp bằng xà lan đường thủy theo sông Ninh Cơ ngược dòng sông Hồng cho thành Phố Nam Định, Hà Nội và nhu cầu xây dựng cả vùng duyên hải nam đồng bằng Bắc Bộ.